# 阿波美-卡拉维

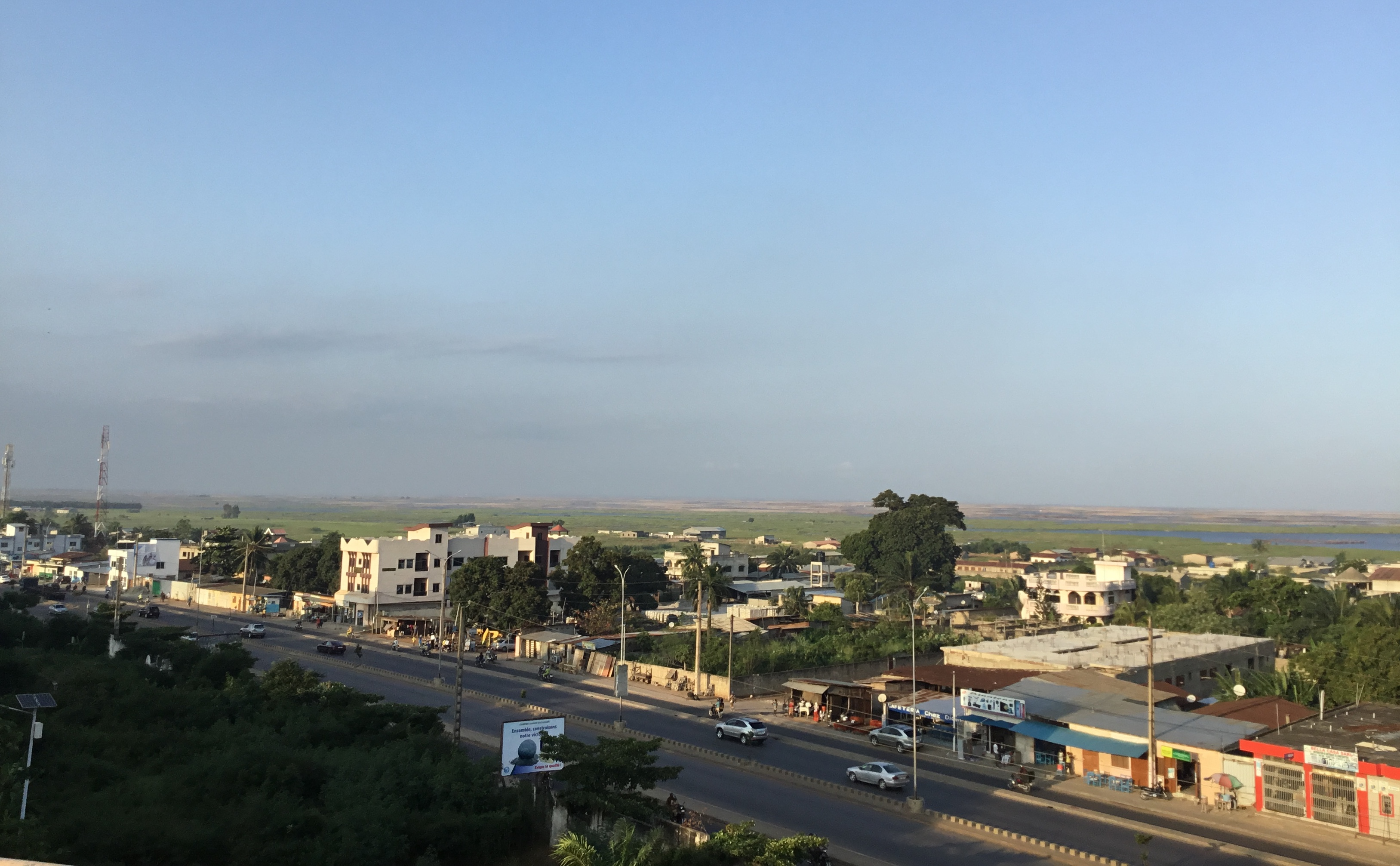
阿波美-卡拉维

阿波美-卡拉维是贝宁大西洋省的一座城市，為該國最大城市科托努的衛星城市，距科托努18公里。該城市面積650平方公里，2013年時有655,965人口。